# FU Оріона
FU Оріона — змінна зоря у сузір'ї Оріон, яка 1937 року збільшила видиму зоряну величину до з +16,5 до 9,6 і з того часу має видиму зоряну величину бл. +9., тобто зоря збільшила яскравість у 250 разів. Спалах Сонця такої сили випалив би всю Землю.
Його можна було би порівняти зі спалахом нової або наднової зорі, але FU Оріона перебуває у регіоні зореутворення, і тому мала бути не старою, а дуже молодою зорею, а також після спалаху її яскравість змінюється мало (за 40 років яскравість впала лише на 1,5m), а оболонка наднової при розширенні швидко остигає на втрачає яскравість. Причиной різкого збільшення яскравості зараз вважається швидке поглинання речовини з її газопилового диску — за дослідженнями, у період 1936—2016 рр. FU Оріона поглинула речовини масою у 18 мас Юпітера. Очікується, що яскравість зорі зменшиться до початкової лише через кілька сот років.
Спостереження телескопом 3,6 м з адаптивною оптикою у інфрачервоному діапазоні показали, что слабка червона зоря, розташована на відстані 0,5 кутових секунд ймовірно є компаньйоном змінної зорі FU Оріона та має зоряну величину бл. +12.
Довгий час FU Оріона вважалась унікальною, але у 1970 році була відрита схожа зоря, V1057 Лебедя, а з того часу ще декілька. Ці зорі виділені у окремий клас змінних зір  типу FU Ori, FU у «Загальному каталозі змінних зір» або Фуори. Ці зорі перебувають на стадії розвитку до головної послідовності і демонструють екстремальні зміни у зоряній величині та спектральному класі.